# Vitalius vellutinus
Vitalius vellutinus é uma espécie de aranha pertencente à família Theraphosidae (tarântulas).